# 帕爾默角
69°43′S 74°2′E / 69.717°S 74.033°E
帕爾默角（英語：Palmer Point），是南極洲的海岬，位於伊麗莎白公主地，處於斯特羅維爾峰以西3.7公里和卡洛琳米科爾森山西北面15公里，現時由南極條約體系管理。